# Paul Engebretsen
Paul Joseph “Tiny” Engebretsen (Chariton, 27 luglio 1910 – Chariton, 31 marzo 1979) è stato un giocatore di football americano statunitense che ha militato nel ruolo di tackle, guardia e kicker nella National Football League.

## Carriera
Engebretsen nacque a Chariton, Iowa, da Henry J. Engebretsen (1880–1974) e Frankie Ophelia Kridelbaugh (1881–1972). Fu nominato miglior giocatore della Big Ten Conference per i co-campioni del 1931 della Northwestern University. Ebbe una grande importanza nella sua stagione da rookie del 1932 con i Chicago Bears partendo come guardia titolare e guidando la NFL in extra point segnati (10) e tentati (15). Fu acquisito in uno scambio dai Brooklyn Dodgers nel 1934 e giocò per nove stagioni ai Green Bay Packers.
Fu inserito nella formazione ideale della stagione nel 1936 e nel 1939, annate in cui i Packers conquistarono il titolo, guidando la NFL in extra point nel (18). Si ritirò il 16 settembre 1941, due giorni dopo la prima partita della stagione. Nella NFL segnò 100 punti, frutto di 15 field goal su 28 tentativi e 55 extra point su 62 tentativi. Dopo il ritiro divenne un osservatore dei Packers. Nel 1941 allenò i Buffalo Lions della terza incarnazione dell'American Football League. Engebretsen fu introdotto nella Green Bay Packers Hall of Fame nel 1978

## Palmarès
- Campionati NFL : 3

Chicago Bears: 1932
Green Bay Packers: 1936, 1939
- Green Bay Packers Hall of Fame